# Resultados do Carnaval de São Caetano do Sul
Resultados do Carnaval de São Caetano do Sul.

## 2002
| Colocação | Escola                   | Ref.  |
| --------- | ------------------------ | ----- |
| 1º        | Tradição da Ponte        | [ 1 ] |
| 2º        | Acadêmicos de Vila Gerty | [ 1 ] |
| 3º        | Império da Vila Paula    | [ 1 ] |

## 2003
| Colocação | Escola                        | Ref.  |
| --------- | ----------------------------- | ----- |
| 1º        | União da Ilha da Prosperidade | [ 2 ] |
| 2º        | Império da Vila Paula         | [ 2 ] |
| 3º        | Tradição da Ponte             | [ 2 ] |
| 4º        | Acadêmicos da Vila Gerty      | [ 2 ] |

## 2004
| Colocação | Escola                | Pontos | Desempate | Ref.  |
| --------- | --------------------- | ------ | --------- | ----- |
| 1º        | Império de Vila Paula | 95     | Evolução  | [ 3 ] |
| 2º        | Tradição da Ponte     | 95     |           | [ 3 ] |

## 2005
| Colocação | Escola                        | Pontos | Ref.  |
| --------- | ----------------------------- | ------ | ----- |
| 1º        | Império de Vila Paula         | 94     | [ 4 ] |
| 2º        | União da Ilha da Prosperidade | 90     | [ 4 ] |
| 3º        | Tradição da Ponte             | 82     | [ 4 ] |
| 4º        | Acadêmicos de Vila Gerty      | 68     | [ 4 ] |

## 2006
| Colocação | Escola                        | Pontos | Ref.  |
| --------- | ----------------------------- | ------ | ----- |
| 1º        | Tradição da Ponte             | 95     | [ 5 ] |
| 2º        | Império de Vila Paula         | 94     | [ 5 ] |
| 3º        | Acadêmicos de Vila Gerty      | *      | [ 5 ] |
| 4º        | União da Ilha da Prosperidade | *      | [ 5 ] |

## 2007
| Colocação | Escola                        | Ref.  |
| --------- | ----------------------------- | ----- |
| 1º        | Tradição da Ponte             | [ 6 ] |
| 2º        | União da Ilha da Prosperidade | [ 6 ] |

## 2008
| Colocação | Escola                          | Pontos | Ref.  |
| --------- | ------------------------------- | ------ | ----- |
| 1º        | Acadêmicos da Vila Gerty        | 96     | [ 7 ] |
| 2º        | União da Ilha da Prosperidade   | 95     | [ 7 ] |
| 3º        | Império da Vila Paula           | 94     | [ 7 ] |
| 4º        | Tradição da Ponte               | 91     | [ 7 ] |
| 5º        | Imperatriz do Bairro Nova Gerty | 77     | [ 7 ] |
| 6º        | Jeito Sereno                    | 68     | [ 7 ] |

## 2009
| Colocação | Escola                          | Pontos | Ref.        |
| --------- | ------------------------------- | ------ | ----------- |
| 1º        | Tradição da Ponte               | 99     | [ 8 ] [ 9 ] |
| 2º        | Acadêmicos da Vila Gerty        | *      | [ 8 ] [ 9 ] |
| 3°        | União da Ilha da Prosperidade   | *      | [ 9 ]       |
| 4º        | Imperatriz do Bairro Nova Gerty | *      | [ 9 ]       |
| 5º        | Ébanos                          | *      | [ 9 ]       |

## 2010
| Colocação | Escola                          | Pontos | Desempate | Nota            | Ref.                 |
| --------- | ------------------------------- | ------ | --------- | --------------- | -------------------- |
| 1º        | Acadêmicos da Vila Gerty        | 98     | Evolução  |                 | [ 10 ] [ 11 ] [ 12 ] |
| 2º        | Tradição da Ponte               | 98     |           |                 | [ 10 ]               |
| 3º        | Imperatriz do Bairro Nova Gerty | 95     |           |                 | [ 10 ]               |
| 4º        | União da Ilha da Prosperidade   | 90     |           |                 | [ 10 ]               |
| 5º        | Ébanos                          | *      |           | Desclassificada | [ 10 ]               |

## 2011
| Colocação | Escola                          | Pontos | Ref.   |
| --------- | ------------------------------- | ------ | ------ |
| 1º        | União da Ilha da Prosperidade   | 97     | [ 13 ] |
| 2º        | Acadêmicos de Vila Gerty        | *      | [ 13 ] |
| 3º        | Tradição da Ponte               | *      | [ 13 ] |
| 4º        | Imperatriz do Bairro Nova Gerty | *      | [ 13 ] |

## 2012
| Colocação | Escola                          | Pontos | Ref.          |
| --------- | ------------------------------- | ------ | ------------- |
| 1º        | União da Ilha da Prosperidade   | 96     | [ 14 ] [ 15 ] |
| 2º        | Acadêmicos de Vila Gerty        | *      | [ 14 ] [ 15 ] |
| 3º        | Imperatriz do Bairro Nova Gerty | *      | [ 14 ] [ 15 ] |
| 4º        | Tradição da Ponte               | *      | [ 14 ]        |
| 5º        | Ébanos                          | *      | [ 14 ]        |

## 2013
O desfile de 2013 foi cancelado por falta de recursos financeiros.